# Droits de l'homme en Namibie
Les droits de l'homme en Namibie sont actuellement reconnus et protégés par la constitution namibienne formée en 1990. La constitution a été approuvée par tous les membres des sept partis politiques concernés. Le 21 mars 1990 marque le premier jour où la Namibie a fonctionné en vertu de la Constitution et marque également la reconnaissance de la Namibie en tant que nation indépendante. Le chapitre 3 de la constitution intitulé Droits et libertés fondamentaux de l'homme, également appelé Déclaration des droits, énonce les droits de l'homme de tous les citoyens namibiens.

## Aperçu de la Déclaration des droits
Le troisième chapitre de la constitution reconnaît plusieurs droits de l'homme. L'article 5, le premier du chapitre, stipule que tous les droits énoncés par la constitution doivent être respectés par toutes les facettes du gouvernement namibien. Les articles suivants du chapitre 6-25 énoncent ces droits et sont décrits ci-dessous,.
Les premiers articles stipulent que toute personne a droit à la liberté, au respect et à la dignité et que personne ne sera soumis à la torture ou à un environnement inhumain à quelque moment que ce soit de sa vie. Cela inclut l'abolition de l'esclavage et du travail forcé. En outre, la constitution stipule que tous les Namibiens sont considérés comme égaux et ne sont pas soumis à l'inégalité en raison de facteurs tels que le sexe, la race, la couleur et l'appartenance ethnique, les croyances religieuses et le statut dans la société.
La constitution protège également les citoyens contre certaines actions autoritaires telles que les arrestations injustifiées. Il est également important, en cas d'arrestation, que la communication soit équitable et rapide et qu'elle se fasse dans la langue préférée de la personne arrêtée. Après l'arrestation, les Namibiens ont droit à un procès équitable mené par un tribunal compétent dans le cadre d'une audience publique ; toutefois, les affaires concernant des mineurs ne sont pas concernées.
La Namibie est une société démocratique et, à ce titre, la constitution définit les droits dont jouissent les Namibiens. La vie privée et la famille sont respectées et le mariage d'un homme et d'une femme est libre et consensuel. Les Namibiens ont le droit d'adhérer librement à des partis politiques, de s'engager dans des activités politiques appropriées et de voter. Les libertés fondamentales entourant la parole, la culture, la pensée et les associations dans une société démocratique sont également définies. Les limitations prévues par la constitution ne doivent pas porter atteinte aux droits de l'individu.
Alors que les enfants étaient exemptés des articles précédents de la constitution, l'article 15 reconnaît les droits des enfants en soulignant leur droit au nom et à la nationalité ainsi que la nécessité d'être pris en charge par leurs parents. L'éducation est également obligatoire pour les enfants jusqu'à l'âge de 16 ans.
La constitution ne met pas seulement l'accent sur l'égalité et la discrimination, mais reconnaît également les droits des personnes à posséder et à disposer de biens qui peuvent également être confiés à d'autres à tout moment.
Il est intéressant de noter que les droits de l'homme énoncés dans la constitution sont protégés et qu'aucune loi ne peut être adoptée par le parlement pour abolir ces droits ou y porter atteinte. Tous les organes administratifs et les fonctionnaires doivent adhérer et suivre raisonnablement les règles et les tâches de l'organe.

## Bureau de l'ombudsman
Le Bureau de l'ombudsman joue un rôle fondamental dans le maintien des droits énoncés dans le projet de loi. La loi sur le médiateur de 1990 est incluse dans la constitution. L'un des objectifs du médiateur et de son bureau est de défendre la liberté et les droits du peuple namibien. Le mandat stipule que toute violation des droits de l'homme doit être reconnue par le bureau et que le médiateur doit protéger la population contre de nouvelles violations,.

L'énoncé de mission du bureau de l'ombudsman est le suivant :
"... s'efforce de promouvoir et de protéger les droits de l'homme, une administration équitable et efficace, de lutter contre les pratiques de corruption ... de la Namibie en enquêtant de manière indépendante et impartiale sur les plaintes et en les résolvant, ainsi qu'en sensibilisant le public" .
Depuis 2005, des enquêtes ont été menées sur toute une série de violations des droits de l'homme. L'une des enquêtes les plus marquantes du bureau a porté sur les conditions de détention dans les cellules des prisons.
Le bureau facilite également les plaintes de la société en ce qui concerne les violations des droits de l'homme par les organes directeurs. En 2016 seulement, le bureau a reçu 301 plaintes relatives aux droits de la personne. Les enquêtes ont montré que la police était la principale cible des plaintes. Toutes les plaintes traitées par le bureau ne sont pas liées aux droits de l'homme, d'autres problèmes peuvent concerner : l'environnement, la mauvaise administration et la corruption.

## Droits civils et politiques

### Les droits des femmes
La constitution namibienne stipule que toutes les personnes, qu'elles soient hommes ou femmes, sont considérées comme égales devant la loi. La Namibie est classée 115e au monde lors de l'analyse de l'indice d'inégalité entre les sexes de 0,472. Indépendamment de ces droits et de la reconnaissance de l'indice, les femmes namibiennes sont toujours victimes de violence et de discrimination fondées sur le sexe sur le marché du travail et peuvent être confrontées à des problèmes d'accès à l'éducation et aux soins de santé.
Même depuis l'introduction de la constitution en 1990, les femmes sont toujours victimes de violences et de viols. En 2000, la loi sur la lutte contre le viol a été introduite, qui protège à la fois les hommes et les femmes. Cependant, des années plus tard, les femmes sont toujours victimes de la majorité des crimes de viol. En novembre 2018, il a été signalé qu'une femme sur trois âgée de 15 à 49 ans avait été victime de violence de la part de son conjoint et 29,5 % des hommes estimaient que la violence physique envers leur femme était acceptable. Les femmes namibiennes (en) qui souffrent de blessures, de troubles mentaux et de grossesses à la suite d'un viol sont soumises à des frais de santé accrus et à une baisse de leurs revenus car elles mettent du temps à se rétablir.
La Namibie a reconnu l'inégalité envers les femmes et s'est engagée à changer. Le vice-premier ministre de 2015 s'est exprimé lors de la réunion des dirigeants mondiaux de 2015 et a promis que la Namibie s'engageait à reconnaître le rôle essentiel des femmes dans la société.

### Peine capitale
La peine de mort est une violation des droits de l'homme en Namibie en vertu de la constitution de 1990. La dernière exécution connue remonte à 1988 et a eu lieu alors que le pays était sous domination sud-africaine .

## Droits des enfants

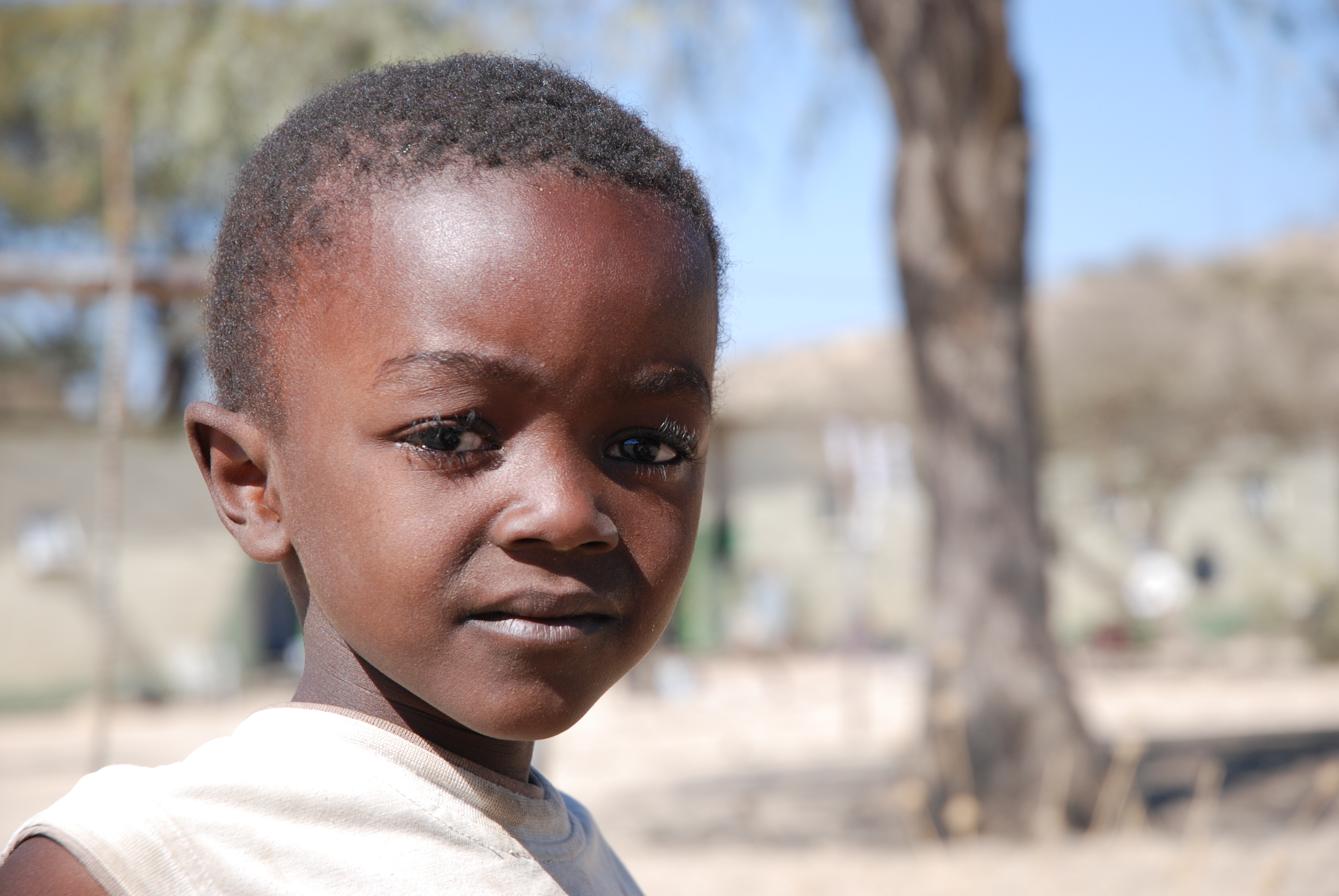
Les enfants de Namibie sont confrontés à des problèmes de droits humains qui affectent leur santé et leur sécurité.

Les droits des enfants en Namibie sont reconnus à l'article 15 de la constitution et sont conformes aux 54 articles de la Convention des Nations Unies relative aux droits de l'enfant (CRC). Le pays fonctionne sous la CRC depuis le 28 septembre 1990. L'indice actuel de réalisation des droits de l'enfant est de 7,39/10. Alors que les droits des enfants sont reconnus en Namibie, il y a des violations présentes dans la société.
En vertu de la CDE et de l'article 15 de la Déclaration des droits, tout enfant a le droit d'être identifié et d'acquérir une nationalité. Actuellement, 1 naissance sur 3 n'est pas reconnue et ces enfants sont donc confrontés au problème de ne pas pouvoir accéder à l'aide sociale et à une éducation sûre.
La maltraitance des enfants, telle que reconnue par l'Organisation mondiale de la santé, est présente en Namibie et considérée comme une norme de l'enfance par la société.
Le travail et l'exploitation des enfants sur le marché du travail constituent l'une des plus grandes violations des droits humains des enfants. Bien que la Namibie ait introduit la loi sur le travail de 2007 qui interdit le travail des enfants, des industries telles que le travail du sexe et l'agriculture violent ces lois. Le rapport de 2009 « Conclusions sur les pires formes de travail des enfants » réalisé pour la Namibie par le Département du travail des États-Unis, a mis en évidence des problèmes tels que les abus physiques et sexuels envers les enfants par leurs employeurs. Le rapport souligne également que 91,4 % du travail des enfants se situe dans l'industrie agricole. Le ministère américain du travail a publié un rapport en 2017 dans lequel il constate à nouveau que l'exploitation sexuelle et l'exploitation agricole sont les pires formes de travail des enfants.
Un autre problème affectant les enfants dans toute la Namibie est leur accès aux soins de santé et leur mauvais état de santé qui viole leurs droits. Les enfants du pays sont confrontés à des problèmes liés à la malnutrition et à l'épidémie de VIH/SIDA. En 2017, le ministère de la Santé a signalé que 80% de toutes les admissions d'enfants dans les hôpitaux, ont découvert la malnutrition chez le patient. La malnutrition est responsable de 6 000 décès d'enfants par an .
En 2012, l'UNICEF a déclaré que 18 000 enfants vivaient avec le sida, la transmission mère-enfant étant à blâmer. L'épidémie de SIDA est si répandue en Namibie qu'environ 50% des enfants orphelins n'ont pas pu être correctement pris en charge par leurs parents en raison du décès ou de la maladie due au sida .

## Traitement des groupes minoritaires

### Droits LGBT
Actuellement, la Namibie ne reconnaît pas les droits de ceux qui s'identifient comme lesbiennes, gays, bisexuels ou transgenres (LGBT). Alors que les Namibiens sont protégés par la constitution pour ne pas être torturés à la suite d'une punition ou d'une discrimination, les personnes LGBT subissent la violence de tous les aspects de la société, en particulier le personnel de police. En 2009, seulement 55% de la nation était à l'aise d'avoir une personne d'identité LGBT comme voisin.
À l'heure actuelle, la sodomie est interdite, cependant, les rapports sexuels entre femmes ne sont pas illégaux. La Namibie envisage de modifier sa constitution pour garantir qu'aucune discrimination fondée sur l'orientation sexuelle ne se produise, car les lois actuelles ne l'incluent pas.
OutRight Namibia, est la plus grande ONG LGBT en Namibie et se bat pour les droits de la communauté LGBT en agissant comme une voix et en organisant des événements de sensibilisation du public tels que des défilés.

### Indigènes
La constitution de la Namibie considère le droit de tous les habitants de la Namibie, indépendamment de leur origine ethnique et de leur race, mais elle ne considère pas les droits de l'homme des groupes autochtones individuels. À l'heure actuelle, des groupes particuliers font face à des luttes extrêmes en ce qui concerne les droits à la terre traditionnelle. Les groupes autochtones de Namibie représentent 8% de la population, les principaux groupes étant les San, les Nama, les Ovahimba, les Ovazemba, les Ovatjimba et les Ovatwa.
Dans le rapport de 2016 du Comité des droits économiques, sociaux et culturels (en), il a été signalé que les communautés autochtones sont aliénées et marginalisées et ont du mal à accéder à des choses importantes telles que l'éducation et les soins de santé. Ces communautés dépendent de leur terre et de leur tradition. Cependant, beaucoup se voient désormais refuser l'accès aux terres traditionnelles. En 2012, les Ovahimba et les Ovazemba ont été confrontés à la quasi-destruction de leurs terres dans le but de construire un barrage sans aucun préavis.
L'accès à une éducation et à des soins de santé adéquats est un autre défi auquel sont confrontés les autochtones de Namibie. Depuis la constitution en 1990, les tarifs des soins de santé pour les tribus telles que les San ont diminué. Leur taux d'alphabétisation est de 23%, ce qui est nettement inférieur à celui du reste de la nation qui a un taux moyen de 66%. Ceci est directement lié au nombre alarmant d'inscriptions dans l'enseignement secondaire, qui est actuellement de 1 %.

## Organisations et organes de défense des droits de l'homme

### NamRights
Namrights (en) a été créé en 1989 par le militant des droits de l'homme Phil ya Nangoloh (en). Anciennement connue sous le nom de Société nationale pour les droits de l'homme, l'organisation se préoccupe de la manière dont la nation et l'État adhèrent aux droits de l'homme tels qu'ils sont énoncés dans la constitution. Elle reconnaît que le gouvernement soutient les droits de l'homme, mais l'organisation à but non lucratif estime que l'État n'a pas réussi à faire respecter les droits de l'homme par des violations constantes. L'une de ses préoccupations concerne la torture et le traitement des personnes détenues dans les cellules des prisons.
NamRights a une forte présence dans la société et fait souvent l'objet d'un examen minutieux par le gouvernement. Dans son espoir de défendre les droits de l'homme, l'organisation exprime son opinion sur le manque de protection et de contrôle des droits par le gouvernement. Ils ont donc du mal à obtenir un soutien financier du gouvernement en raison de ce conflit.

### Centre d'assistance juridique (LAC)
Le Centre d'assistance juridique (en) (Legal Assistance Centre, LAC) a été fondé en 1988 avec l'intention de soutenir ceux qui souffrent à l'époque de l'apartheid où de nombreux Namibiens avaient très peu de droits humains. Le LAC se décrit comme un cabinet d'avocats spécialisé dans les droits de la personne. Depuis l'ouverture du bureau de Windhoek en 1998, l'organisation s'est développée et se concentre désormais également sur l'éducation et la formation aux droits de l'homme, l'information et le conseil au public, la recherche, la défense et le contentieux. Afin de maintenir son statut de cabinet d'avocats d'intérêt public, le BAC ne prendra en charge les cas que lorsque cela a un plus grand effet sur une communauté.
Tout au long de l'histoire, l'organisation a fait l'objet d'un examen minutieux, cependant, à mesure que les droits de l'homme en Namibie s'établissent de plus en plus, la LAC devient de plus en plus acclamée. Peu de temps après leur ouverture en 1998, le gouvernement, alors sous contrôle sud-africain, a tenté de fermer l'entreprise. Cependant, aujourd'hui, le cabinet est très acclamé par des prix tels que le prix spécial de la liberté d'expression et le prix JP Karuaihe pour la responsabilité sociale qui lui sont décernés. Au cours des 10 dernières années, l'organisation a soutenu de nombreuses campagnes et programmes de défense des droits de l'homme, tels que le programme pour les orphelins et les enfants vulnérables.